# Triatló als Jocs Olímpics
El triatló és l'esport més jove que forma part del programa olímpic. La seva incorporació data dels Jocs Olímpics d'Estiu del 2000 celebrats a Sydney (Austràlia), tant en categoria masculina com en categoria femenina.
Aquest esport combina proves de natació (1.500 metres), ciclisme (40 quilòmetres en línia) i cursa a peu (10 quilòmetres).

## Programa
| Proves          | 00 | 04 | 08 | 12 | 16 | 20 |
| --------------- | -- | -- | -- | -- | -- | -- |
| Prova masculina | •  | •  | •  | •  | •  | •  |
| Prova femenina  | •  | •  | •  | •  | •  | •  |
| Relleus mixts   |    |    |    |    |    | •  |

## Medaller

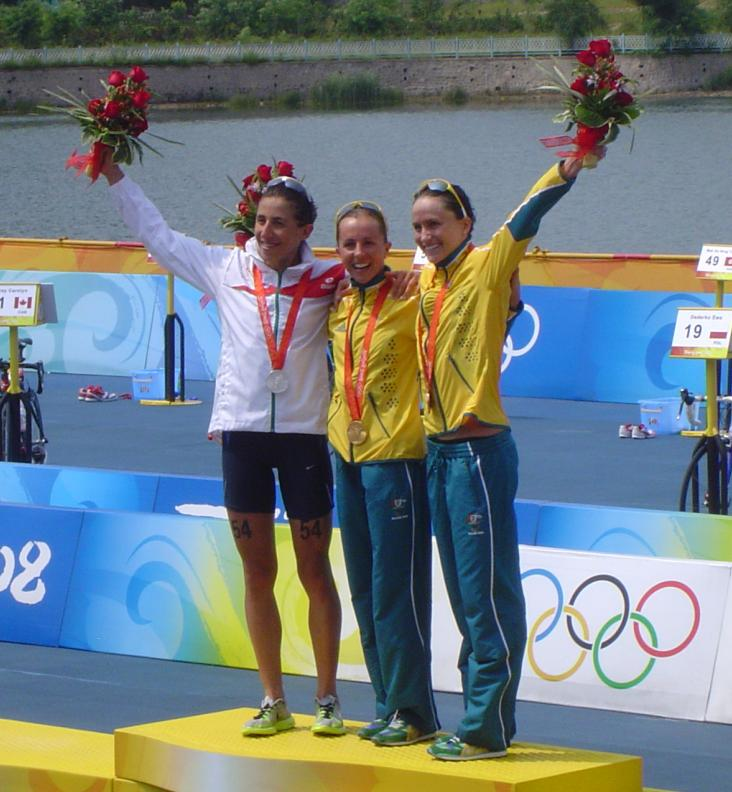
Podi en la prova femenina dels Jocs Olímpics d'Estiu de 2008.

en cursiva: comitès nacionals desapareguts.
Actualització: Jocs Olímpics de Rio 2016.
| Posició | País         | Or | Plata | Bronze | Total |
| 1       | Regne Unit   | 3  | 3     | 2      | 8     |
| 2       | Suïssa       | 2  | 1     | 2      | 5     |
| 3       | Austràlia    | 1  | 2     | 2      | 5     |
| 4       | Nova Zelanda | 1  | 1     | 2      | 4     |
| 4       | Estats Units | 1  | 1     | 2      | 4     |
| 6       | Alemanya     | 1  | 1     | 0      | 2     |
| 6       | Canadà       | 1  | 1     | 0      | 2     |
| 8       | Àustria      | 1  | 0     | 0      | 1     |
| 8       | Noruega      | 1  | 0     | 0      | 1     |
| 8       | Bermudes     | 1  | 0     | 0      | 1     |
| 11      | Espanya      | 0  | 1     | 0      | 1     |
| 11      | Portugal     | 0  | 1     | 0      | 1     |
| 11      | Suècia       | 0  | 1     | 0      | 1     |
| 14      | Txèquia      | 0  | 0     | 1      | 1     |
| 14      | Sud-àfrica   | 0  | 0     | 1      | 1     |
| 14      | França       | 0  | 0     | 1      | 1     |
| Total   | Total        | 13 | 13    | 13     | 39    |

## Medallistes més guardonats

### Categoria masculina
| Nom               | CON          | Anys      | Or | Plata | Bronze | Total |
| Alistair Brownlee | Regne Unit   | 2008-2016 | 2  | 0     | 0      | 2     |
| Simon Whitfield   | Canadà       | 2000-2012 | 1  | 1     | 0      | 2     |
| Bevan Docherty    | Nova Zelanda | 2004-2012 | 0  | 1     | 1      | 2     |
| Jonathan Brownlee | Regne Unit   | 2012-2016 | 0  | 1     | 1      | 2     |

### Categoria femenina
| Nom           | CON    | Anys      | Or | Plata | Bronze | Total |
| Nicola Spirig | Suïssa | 2004-2016 | 1  | 1     | 0      | 2     |